# Кромино
Кро́мино (рос. Кромино) — присілок у складі Дмитровського міського округу Московської області, Росія.

## Населення
Населення — 40 осіб (2010; 52 у 2002).
Національний склад (станом на 2002 рік):
- росіяни — 96 %